# Funda Bilgi
Funda Bilgi est une joueuse de volley-ball turque née le 6 avril 1983  à Balıkesir. Elle mesure 1,68 m et joue au poste de libero. 

## Clubs
| Club                  | De        | À         |
| --------------------- | --------- | --------- |
| Numune Spor Ankara    | 1999-2000 | 2000-2001 |
| TED Ankara Kolejliler | 2001-2002 | 2004-2005 |
| Şahinbey Belediye     | 2005-2006 | 2006-2007 |
| Türk Telekom Ankara   | 2007-2008 | 2008-2009 |
| MKE Ankaragücü        | 2009-2010 | 2009-2010 |
| Galatasaray İstanbul  | 2010-2011 | 2011-2012 |
| Beşiktaş İstanbul     | 2012-2013 | 2012-2013 |
| Çanakkale Belediye    | 2013-2014 | 2013-2014 |
| Salihli Belediyespor  | jan 2015  | mai 2015  |
| Sarıyer Belediyesi    | 2015-2016 | 2016-2017 |
| Nilüfer Belediye      | 2017-2018 | 2017-2018 |
| THY Spor Kulübü       | 2018-2019 | …         |

## Palmarès
- Coupe de la CEV
  - Finaliste :2012
- Coupe de Turquie
  - Finaliste :2012.